# 小惑星帯

太陽系の既知の小惑星は、主として火星の公転軌道と木星の公転軌道との中間に分布する。この他に、木星の公転軌道上の太陽から見て木星に対して前後60度の位置にトロヤ群と呼ばれる小惑星の集まりが存在する。図の単位は光分（左）と天文単位（右）である。

小惑星帯（しょうわくせいたい、英語: asteroid belt、アステロイドベルト）とは、太陽系の中で、火星の公転軌道と木星の公転軌道との間に存在する、小惑星の公転軌道が集中している領域を指す言葉である。ただ、観測技術の進歩に伴い、他の場所にも多くの小天体が発見されてきたため、他の小惑星集中地域に対して、それらが小惑星帯と呼ばれるようになるかもしれないと考えられるようになった頃から、区別のために、火星と木星の間の小惑星帯はメインベルト（英語: main belt）とも呼称されている。

## 起源
多くの天文学者によって同意される一般的な理論では、惑星は太陽系の歴史の最初の100万年の間に、微惑星の累積によって形成されたとされる。微惑星は度重なる衝突によって、我々にとってなじみ深い岩の多い惑星（地球型惑星）と、巨大ガス惑星（木星型惑星）や巨大氷惑星（天王星型惑星）のコアとなったと考えられている。なお、惑星と呼ばれるサイズの天体にまで成長すると、一般に重力が充分に強いため、トロヤ群のような例外を除いて、他の小天体を重力によって排除してしまう。
しかし現在、小惑星帯と呼ばれるこの地帯では、木星の強い重力によって惑星に成長する最終段階を阻まれ、微惑星は単一の惑星を形成できずに、そのまま太陽の周りを回り続けたとされる。
このため小惑星帯は、原始の太陽系の名残であると考える向きもあったが、小惑星帯を構成する小惑星自体は、原始の状態を保っているわけではないとの見方がされている。と言うのも、多くの観測結果と軌道計算などによって、小惑星帯には活発な変化が起きてきたと見られるようになってきたからである。これに加えて、木星の重力などの影響で公転軌道が変化し、この小惑星帯の軌道から大きく外れたと考えられる小惑星も、多数発見されてきた。
このようなメインベルトの小惑星に対して、エッジワース・カイパーベルトなどに属する太陽系外縁天体は、太陽系の形成後は、ほとんど変化が起きていないだろうと考えられている。

## 小惑星帯の環境

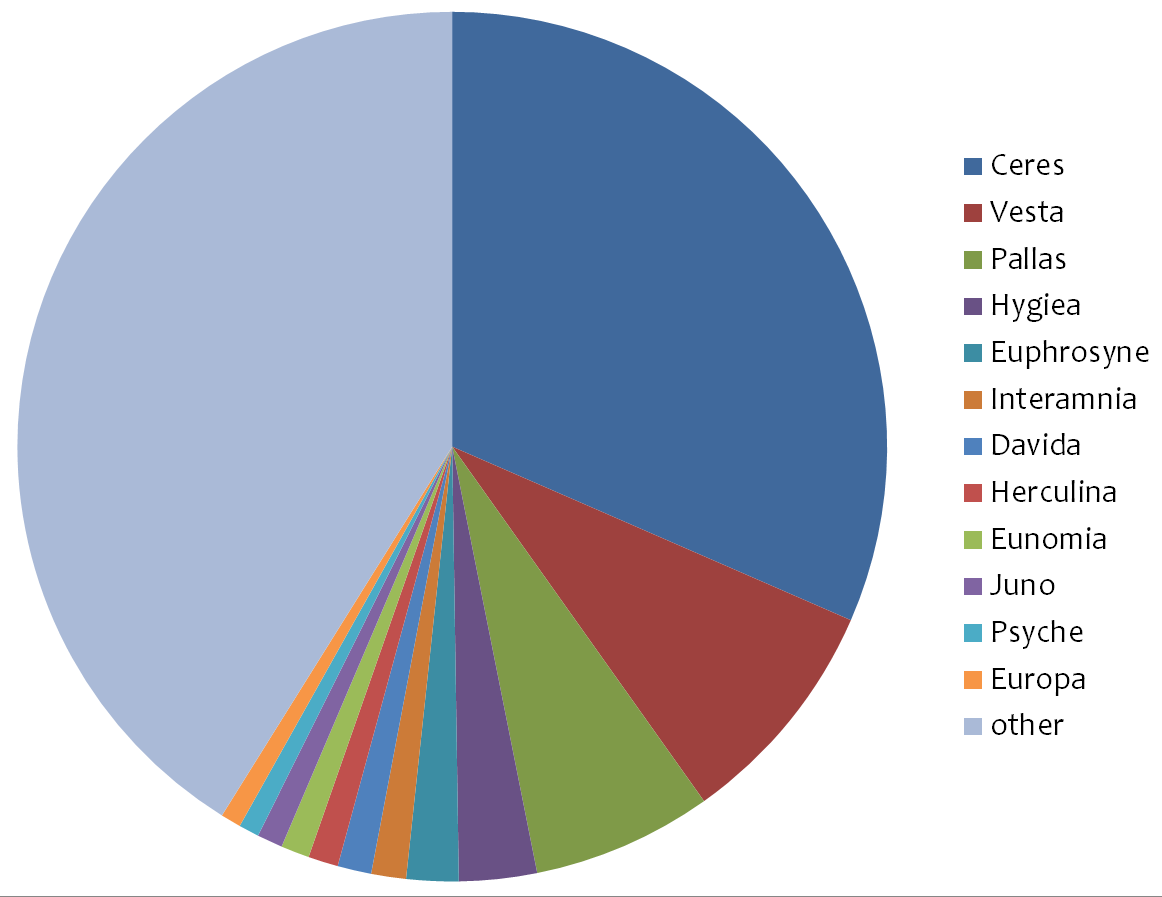
メインベルトにおける天体の質量比（凡例括弧内は小惑星番号とアルファベット名）
ケレス（1 Ceres）
ヴェスタ（4 Vesta）
パラス（2 Pallas）
ヒギエア（10 Hygiea）
エウフロシネ（31 Euphrosyne）
インテラムニア（704 Interamnia）
ダヴィダ（511 Davida）
ヘルクリーナ（458 Hercynia）
エウノミア（15 Eunomia）
ジュノー（3 Juno）
プシケ（16 Psyche）
エウロパ（52 Europa）
その他

創作などでは、まるで土星の環のように、宇宙空間に岩石がびっしりと密集しているイメージで描かれることがあるが、実際の小惑星帯は、その大部分が空隙である。そのため、宇宙探査機が小惑星帯を横断した際にも、これまで重大な衝突事故を起こした事例は1回も無い。もし現実に宇宙探査機サイズの物体が、小惑星とランデブーするためには、極めて精密な軌道計算やターゲティングが必要である。
それでもなお、現在小惑星帯には何十万個もの小惑星が発見されており、その総数は数百万個を数えるだろうと推定されている。またそれ以外にも、1個の準惑星と逆行小惑星、何個ものメインベルト彗星や彗星・小惑星遷移天体も発見された。
小惑星帯に存在する天体のうち、およそ220個は直径が100 kmを超える。この中で最大の天体は小惑星番号1番のケレスであり、直径はおよそ1000 kmである。小惑星帯内の全体の質量は2.3 ×1021 kgであると見積もられ、これは地球の月の35分の1である。そしてその質量の総量の3分の1は、ケレスによって占められている。さらに小惑星番号10番までの天体で、総質量の約半分を占める。
小惑星帯に存在する小惑星の数の多さは、非常に活発な環境形成に役立ち、このため、小惑星同士の衝突は頻繁に発生する。小惑星同士の衝突は、小惑星を新しい小惑星の「族」を形成するような多数の小さい断片にするか、それが低い相対速度で起こるならば2つの小惑星を接合する可能性もある。このように、小惑星帯の小惑星は、次第に変化してきたし、これからも変化してゆく。

## 太陽系外の小惑星帯
太陽以外の恒星の周囲にも、塵またはスペースデブリから成ると考えられているベルトが発見されてきた。なお、このベルトの軌道半径は撮影した画像から直接測定するか、ベルトの温度から計算される。
| 恒星               | 太陽系からの距離 (光年) | 軌道長半径 (天文単位) |
| ------------------ | ----------------------- | --------------------- |
| エリダヌス座ε星    | 10.5                    | 35-75                 |
| くじら座τ星        | 11.9                    | <55                   |
| ベガ               | 25                      | 86-200                |
| けんびきょう座AU星 | 33                      | 210                   |
| HD 69830           | 41                      | <1                    |
| かに座55番星       | 41                      | 27-50                 |
| がか座β星          | 63                      | 25-550                |
| うさぎ座ζ星        | 70                      | 2.5-12.2              |
| HD 107146          | 88                      | 130                   |
| フォーマルハウト   | 133                     | 25                    |
| HD 12039           | 137                     | 5                     |
| HR 4796 A          | 220                     | 200                   |
| HD 141569          | 320                     | 400                   |
| HD 113766          | 430                     | 0.35-5.8              |